# Gesellschaft zur Förderung der Schönen Künste (Warschau)

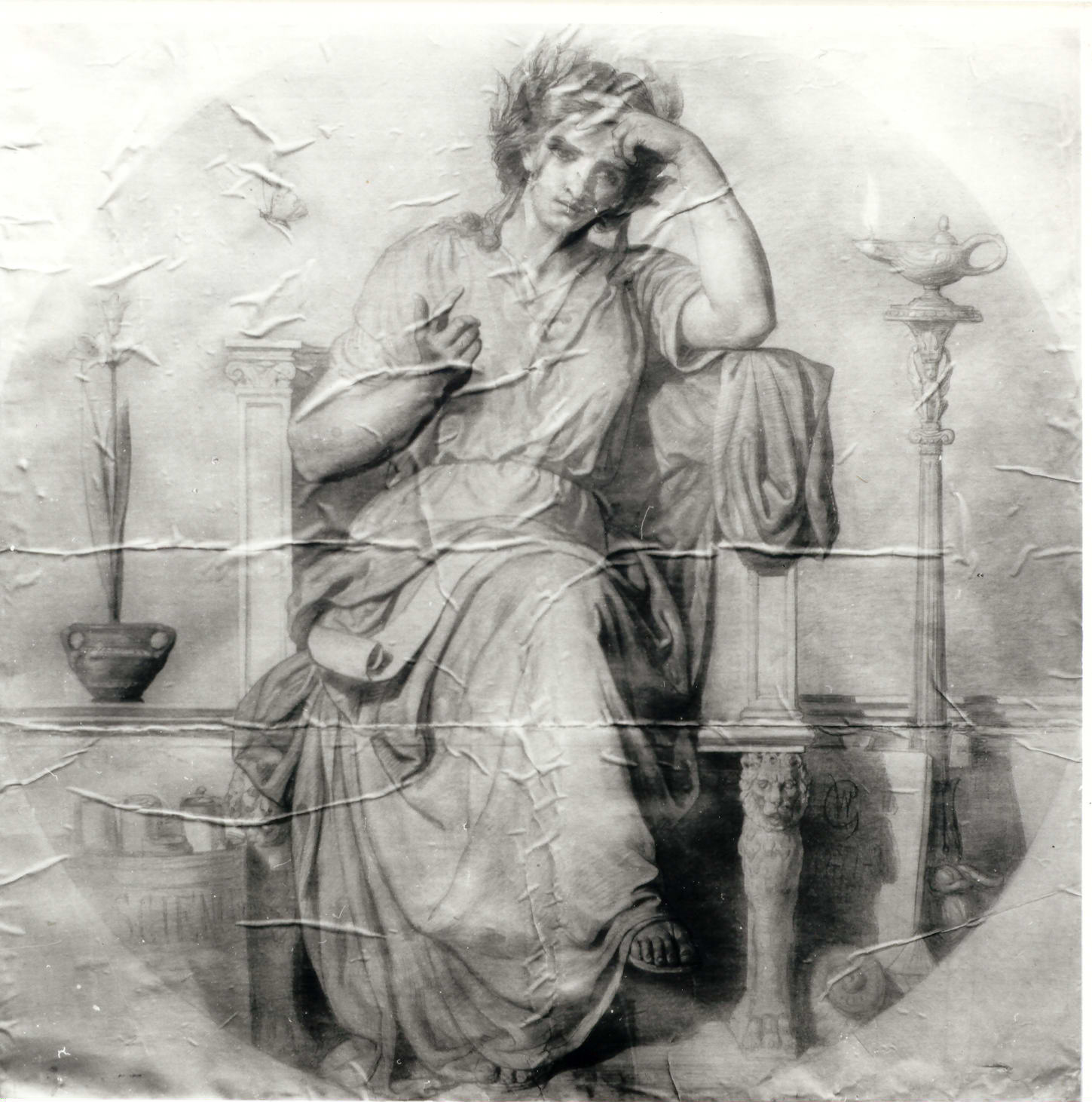
Abbildung eines Freskos von Wojciech Gerson für die Ausstellungshalle der TZSP im ehemaligen Warschauer Bernhardinerkloster. Die 1870 entstandene allegorische Darstellung der Wissenschaft gehörte zu einer Freskenserie (Poesie, Wissenschaft, Kunst, Ehrgeiz, Ausgeglichenheit), die im Zweiten Weltkrieg zerstört wurde

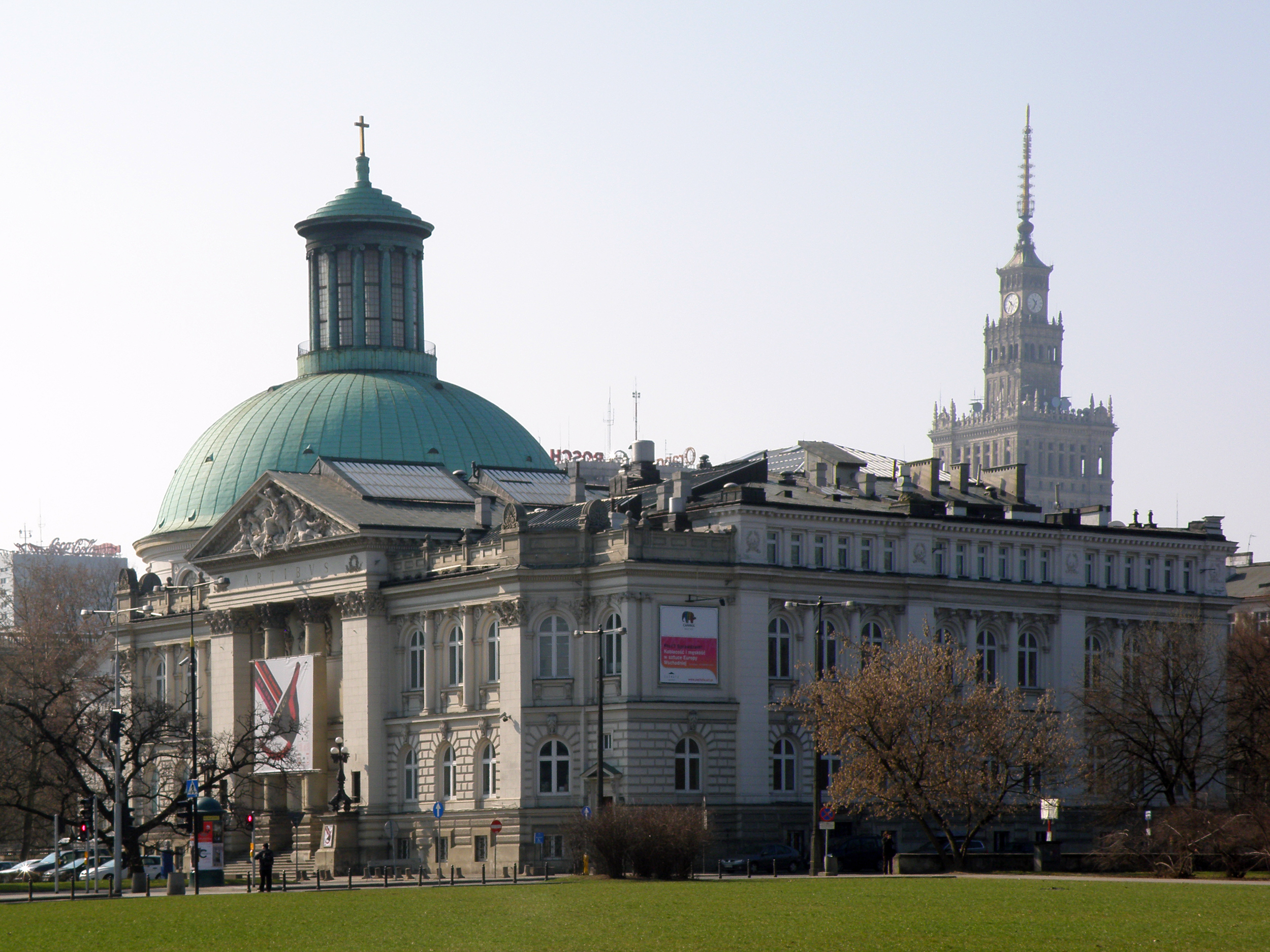
Die Warschauer Zachęta-Galerie vor dem Kuppelbau der Dreifaltigkeitskirche und dem Kulturpalast

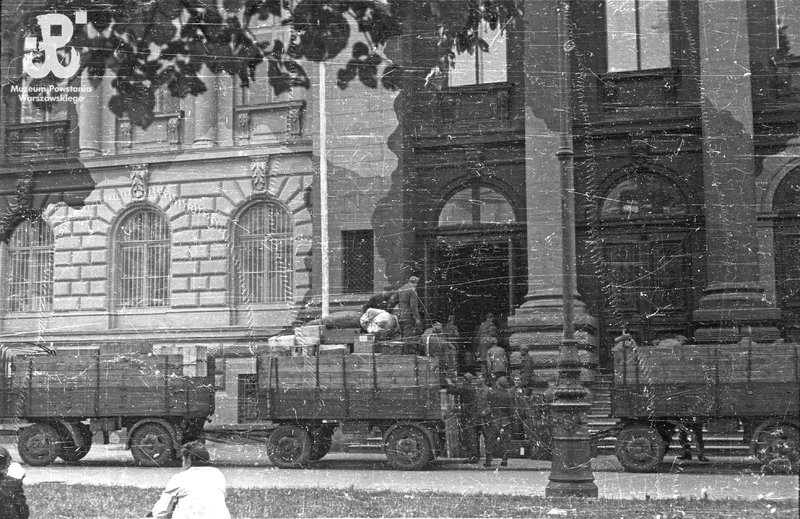
Abtransport von Kunstwerken durch deutsche Truppen nach Übernahme der Zachęta-Galerie am 3. Juli 1944

Die Gesellschaft zur Förderung der Schönen Künste (auch: Gesellschaft der Freunde der schönen Künste, polnisch Towarzystwo Zachęty Sztuk Pięknych, zunächst: Towarzystwo Zachęty Sztuk Pięknych w Królestwie Polskim, Kurzform: TZSP) in Warschau war eine Organisation von Künstlern und Kunstliebhabern zur Förderung polnischer Kunst und Künstler. Die Gesellschaft wurde 1860 gegründet und bestand bis zum Beginn des Zweiten Weltkriegs im Jahr 1939.

## Geschichte
Vor 1860 gab es in Warschau weder öffentliche Museen für Malerei noch Bibliotheken oder andere allgemein zugängliche Institutionen, die einen Austausch unter den bildenden Künstlern ermöglicht hätten. Repressionen nach dem Novemberaufstand machten eine höhere künstlerische Ausbildung zudem so gut wie unmöglich. Die letzte größere Ausstellung fand 1845 statt.
Nach Protesten der Künstler in den 1850er Jahren wurde 1858 schließlich die Wystawa Krajowa Sztuk Pięknych (deutsch: Landesausstellung der Schönen Künste) im Mokronowski-Palast genehmigt. Diese Ausstellung war von Alfred Schouppe, Wojciech Gerson und Marcin Olszyński initiiert worden. Im Zuge dieser Ausstellung kam es zu Verhandlungen mit den russischen Machthabern, die letztlich zu der Erlaubnis der Gründung einer Gesellschaft zur Förderung der Schönen Künste im Oktober 1860 führten. Vorbild dieser Institution war die bereits 1854 entstandene Gesellschaft der Freunde der Schönen Künste in Krakau. Als Gründer waren Aleksander Lesser und Ksawery Kaniewski wie auch wieder Wojciech Gerson, Alfred Schouppe und Marcin Olszyński beteiligt.

### Gesellschaft zur Förderung der schönen Künste
Die Satzung der Gesellschaft wurde von Kunstliebhabern und Künstlern gemeinsam verfasst. Am 13. Dezember 1860 fand die erste Vollversammlung und Wahl des Vorstandes statt, der daraufhin seine Tätigkeiten aufnahm. Die Wahl des Vorstandes, der 12 Mitglieder umfasste und jeweils aus sechs Künstlern und Kunstkennern bestand, fand jährlich statt. Die Mitglieder blieben mindestens einen Monat und maximal ein Jahr im Amt. Zum ersten Vorstand gehörten Karol Beyer, Leon Dembowski, Rafał Hadziewicz, Konstanty Hegel, Ksawery Kaniowski, Justynian Karnicki, Juliusz Kossak, Aleksander Lesser, Alfred Schouppe, Józef Simmler und January Suchodolski. Bedeutende spätere Vorstandsmitglieder waren Henryk Dobrzycki, Jan Fryderyk Heurich und der Jurist Lucjan Dobrzycki.
Die Ziele der Gesellschaft waren vor allem die Verbreitung der schönen Künste sowie die Förderung und Unterstützung der Künstler. Im Jahr 1860 zählte die Gesellschaft 234 Mitglieder. Im Folgejahr waren es bereits 1464. Die Ausstellungsräumlichkeiten wechselten; so wurde das ehemalige Warschauer Bernhardinerkloster und ab 1894 die Innenhofgalerie des Potocki-Palastes genutzt. Die einzelnen Werke wurden zunächst solange ausgestellt, bis sie verkauft wurden. Tatsächlich führte dies schnell zu vollen Wänden und einer wenig abwechslungsreichen, permanenten Ausstellung. In der Zeit von 1900 bis 1939 kam es daher zu grundlegenden Veränderungen und die permanente Ausstellung fand nun lediglich in Ergänzung zu ansonsten wechselnden Ausstellungen statt.

### 20. Jahrhundert
Im Jahr 1900 wurde nach langer Vorbereitungszeit mit dem Bau der Galeria Zachęta durch Stefan Szyller ein dauerhaftes, eigenes Ausstellungs- und Versammlungsgebäude geschaffen. Seit 1904 wurde ein jährlicher „Salon der Malerei“ abgehalten. Neben Ausstellungskatalogen wurde auch die regelmäßig erscheinende Zeitschrift Przewodnik verlegt.
Langjähriger Präsident der Gesellschaft in der Zwischenkriegszeit war der Journalist und Hochschullehrer Stanisław Brzeziński. Ausstellungseröffnungen wurden häufig von bedeutenden Politikern begangen, so nahm der Präsident Polens, Ignacy Mościcki, mehrfach an solchen Veranstaltungen teil. Die Gesellschaft unterstützte die Gründung des Historischen Museums in Warschau und stattete es mit einem Teil der eigenen Sammlung aus.
Wegen der konservativen Förderungs- und Ausstellungspolitik der TZSP entstanden zu Beginn des 20. Jahrhunderts zunehmend Künstlergruppen und -Vereine, die auch modernen Kunstformen Entfaltungsmöglichkeiten geben wollten. Sie fühlten sich von der Gesellschaft nicht vertreten; dazu gehörten die Gruppen „Sztuka“, „Młoda Polska“ und „Bunt“.

### Zweiter Weltkrieg und Nachkriegszeit
Während des Zweiten Weltkriegs wurde die Zachęta-Galerie im Zuge der Besatzungszeit von deutschen Truppen besetzt und die Gesellschaft zur Förderung der schönen Künste aufgelöst. Die Sammlungen und Dokumente der Gesellschaft wurden entweder in das Warschauer Nationalmuseum überführt oder konfisziert und als Raubgut nach Deutschland verbracht.
Nach dem Krieg wurde die Gesellschaft nicht wieder reaktiviert. An ihre Stelle trat ab 1949 das vom Ministerium für Kunst und Kultur auf Antrag der Vereinigung der Bildenden Künste Polens gegründete Centralne Biuro Wystaw Artystycznych (deutsch: Zentralbüro für Kunstausstellungen). 1990 wurde erneut eine Gesellschaft zur Förderung der Bildenden Künste Zachęta (Towarzystwo Zachęty Sztuk Pięknych przy Galerii Zachęta) ins Leben gerufen, die heute für den Museumsbetrieb in der Galeria Zachęta verantwortlich ist.

## Mitglieder (Künstler, Auswahl)
Zu ausgestellte Künstlern und Stipendiaten der TZSP gehörten:
- Zygmunt Andrychiewicz
- Wacław Borowski
- Feliks Ciechomski
- Wacław Chodkowski
- Wacław Dawidowski
- Tadeusz Gronowski
- Stanisław Kamocki
- Stanisław Lentz
- Jan Mucharski
- Edward Okuń
- Stanisław Podgórski
- Stanisław Radziejowski
- Ferdynand Ruszczyc
- Wacław Zawadowski